# Bushra Bibi
Bushra Bibi, née le 16 août 1974 au Pakistan, est l'épouse d'Imran Khan. Très influente sur les affaires de son mari, elle occupe un rôle d'administratrice de l'organisation à but non lucratif Al-Qadir Trust nouvellement créée en 2019 par son mari, Imran Khan. Soupçonnée de détournement de fonds et de corruption à hauteur de 190 millions de livres sterling, elle est finalement déclarée coupable et est condamnée à sept ans de prison en janvier 2025.

## Biographie
Elle a eu cinq enfants lors de son premier mariage. Conseillère spirituelle soufie, Imran Khan commence à la fréquenter pour obtenir ses conseils alors qu'il est en difficulté au sein de son couple avec sa seconde épouse. Bushra Bibi a par ailleurs été accusée de faire de la magie noire et de la sorcellerie. C'est à cette époque également qu'Imran Khan décide de rompre avec son attitude de playboy, pour se présenter comme plus conservateur. Il affirme avoir épousé Bushra Bibi sans avoir vu son visage, caché par une burqa.
Bushra Bibi épouse Imran Khan en janvier 2018. Au moment du mariage, Khawar Fareed Maneka affirme avoir divorcé, trois moins plus tôt, avec son épouse après trente ans de relation, pour des raisons « spirituelles ». Il fait par ailleurs l'éloge d'Imran Khan et de Bushra Bibi, affirmant que le premier n'est pas responsable de cette rupture.
Imran Khan devient Premier ministre courant 2018. Selon des collaborateurs de celui-ci, Bushra Bibi aurait eu une grande influence sur le choix de certains ministres. Elle conseille également son époux.
Fin novembre 2024, elle mène les manifestations appelant à la libération de son mari. Elle mène ce mouvement et prend la parole depuis un camion. Le lieu du rassemblement a été choisi par Bushra Bibi, puis elle a quitté les lieux sous la répression des autorités, ce qui a été critiqué, mais son attitude a également été saluée. Celle-ci a permis d'exalter la foule.

## Affaires judiciaires

### Délai de divorce
Début 2024, elle et son mari sont condamnés pour ne pas avoir attendu un délai après son divorce avant de se marier. Elle est emprisonnée en mai 2024, après avoir été dans un premier temps assignée à résidence. La condamnation est ensuite annulée et elle est libérée sous caution en octobre 2024, alors qu'elle purgeait une peine de 14 ans de prison dans une affaire de vente de cadeaux diplomatiques.

### Affaire de détournement de fonds d'Al-Qadir Trust
Membre active et administratrice de l'organisation à but non lucratif Al-Qadir Trust nouvellement créée en 2019 par son mari, Imran Khan, elle est soupçonnée d'avoir un rôle actif dans le détournement de 190 millions de livres sterling provenant de la National Crime Agency et devant être restitués au Pakistan, au profit de leur organisation et notamment pour s'accaparer des terrains au nom de cette fondation. En janvier 2025, elle est condamnée à sept ans de prison pour corruption et détournement de fonds, Imran Khan est quant à lui condamné à 14 ans de prison.